# Valverde de Júcar
Valverde de Júcar – gmina w Hiszpanii, w prowincji Cuenca, w Kastylii-La Mancha, o powierzchni 56,21 km². W 2011 roku gmina liczyła 1242 mieszkańców.